# Dendropsophus gaucheri
Espèce
Synonymes
- Hyla gaucheri Lescure & Marty, 2000

Statut de conservation UICN

 LC  : Préoccupation mineure
Dendropsophus gaucheri, la Rainette de Gaucher, est une espèce d'amphibiens de la famille des Hylidae.

## Répartition
Cette espèce se rencontre du niveau de la mer jusqu'à 40 m d'altitude à Sinnamary en Guyane et dans plusieurs localités de bande côtière de savane au Suriname,.

## Étymologie
Cette espèce est nommée en l'honneur de Philippe Gaucher.

## Publication originale
- Lescure & Marty, 2000 : Atlas des Amphibiens de Guyane. Collection Patrimoines Naturels, no 45, Muséum national d'Histoire naturelle, Paris. p. 1-388.